# Archineura hetaerinoides
Archineura hetaerinoides är en trollsländeart som först beskrevs av Fraser 1933.  Archineura hetaerinoides ingår i släktet Archineura och familjen jungfrusländor. IUCN kategoriserar arten globalt som livskraftig. Inga underarter finns listade i Catalogue of Life.